# Norrköping (comuna)
Norrköping ou Norcopinga (em sueco: Norrköpings kommun) é uma comuna da Suécia localizada no condado de Gotalândia Oriental. Sua capital é a cidade de Norrköping. Possui 1 496 quilômetros quadrados. Segundo o censo de 2018, havia 141 676 habitantes.

## Localidades principais
As localidades mais importantes são:
| # | Localidade | População |
| - | ---------- | --------- |
| 1 | Norrköping | 96 766    |
| 2 | Åby        | 7 099     |
| 3 | Krokek     | 5 173     |
| 4 | Lindö      | 5 214     |
| 5 | Skärblacka | 4 033     |
| 6 | Svärtinge  | 3 496     |
| 7 | Kimstad    | 1 487     |